# D.O.A. (banda)
D.O.A. é uma banda punk canadense formada em 1978 em Vancouver por Joey "Shithead" Keithley(vocais/guitarra), Randy Rampage (baixo/segunda voz) e Chuck Biscuits (bateria). Logo depois, entraria Dave Gregg na segunda guitarra. A banda surgiu de outra banda chamada The Skulls, que também deu origem ao Subhumans.

## História
Em 1978, após o fim do Skulls e da experiência "Wimpy and The Bloated Cows" em Toronto, Joey "Shithead" Keithley retornou a Vancouver e não demorou para sair a procura de membros para montar uma nova banda. Chamou Randy Rampage para o baixo, Chuck Biscuits para a bateria e Joey Shithead assumiu as guitarras e os vocais. Logo depois, entra um vocalista chamado Harry Homo, mas logo depois do primeiro show da banda dia  20 de fevereiro de 1978, Harry foi expulso, pois apesar de ser um ótimo frontman não tinha nenhum dom musical, e Joey retomou os vocais. Pouco tempo depois, a banda começou a fazer shows regularmente em casas de show canadenses e ganharam uma certa fama.
No mesmo ano, a banda lança o compacto Disco Sucks, com quatro músicas: a faixa-título, Nazi Trainign Camp, Royal Police e Woke Up Screaming. O compacto foi lançado pela Sudden Death Records, selo criado pela banda e até hoje em atividade.
O D.O.A. mandou algumas cópias do compacto para fanzines e rádios independentes dos Estados Unidos e a seguir, conseguiram marcar alguns shows em San Francisco. Em agosto de 1978 se apresentaram pela primeira vez em solo estrangeiro. Acabaram passando um tempo a mais por lá e iniciaram uma grande amizade com Jello Biafra, até então vocalista dos Dead Kennedys.
Voltando à Vancouver, a banda grava mais um compacto, este com duas faixas (The Prisoner e 13) e lançado pela Quintessence Records (que também repreensou o compacto Disco Sucks).
Em 1979, entraram pela terceira vez em estúdio para gravar duas faixas (I Hate You e Kill Kill This Is Pop) para a coletânea Vancouver Complication.
Na sequência, fizeram uma turnê pelos EUA cheia de contratempos e da qual retornaram à Vancouver sem dinheiro algum. Mas fizeram uma certa fama e ganharam experiência o bastante para descobrir que precisavam de alguém para gerenciá-los, o que os levou a Ken Lester um ativista político, cheio de ideias irreverentes. A banda e o empresário iniciaram uma parceria bastante produtiva e duradoura. Nessa época, lançaram o terceiro compacto, com World War III e Watcha You Gonna Do?, que saiu inicialmente pela Sudden Death e depois pela Quintessence.
Depois de finalizarem uma turnê pelo Canadá e algumas cidades dos EUA (durante a qual fizeram um retorno rápido a Vancouver para abrir um show do The Clash), aconteceu algo um tanto quanto curioso. Devido algumas brigas e estresses, Randy e Chuck decidiram sair da banda. Mas Joey procurou novos integrantes, pois o D.O.A. estava no meio das gravações do primeiro LP, então chamou Dave Greg para ser o segundo guitarrista, Simon "Stubby Pecker" Wilde para tocar baixo e Andy Graffiti para ser baterista. 
O grupo deu sequência às gravações e poucos meses depois fizeram uma apresentação, na qual Chuck e Randy compareceram. Depois do show, os dois conversaram com Joey e decidiram que a formação original do D.O.A. deveria voltar. Os outros integrantes foram logo expulsos sem maiores explicações e desses novos integrantes permaneceu apenas Dave, o segundo guitarrista. Agora, com Chuck e Randy, o D.O.A. volta ao estúdio e regravou o LP Something Better Change, o primeiro full-length da banda.
No final de 1980, a banda começou a gravar seu segundo LP, que seria intitulado Hardcore 81'. Foi um dos primeiros e mais agressivos disco de hardcore lançados até então, com 14 faixas e 19 minutos de duração.
Em abril, antes mesmo de o disco ser lançado, eles organizaram a primeira versão da Hardcore 81 Tour, que durou até o mês de junho e durante a qual aconteceram várias brigas entre os integrantes da banda e do staff. Mesmo assim, o LP saiu, foi bem aceito e a turnê continuava. Ainda em 81, no mês de outubro, fizeram o primeiro show em Londres, junto com o Dead Kennedys. Um pouco antes de viajarem lançaram um EP, com o nome Positively DOA, pela Alternative Tentacles (gravadora de Jello Biafra), que organizou a apresentação. O disco foi gravado às pressas e apresenta novas versões para Disco Sucks, que se tornou New Wave Sucks, e Fucked Up Baby que virou Fucked Up Ronnie. Completam a bolacha outras três faixas que já estavam no LP Hardcore 81'.
No retorno de Londres, Randy Rampage já não estava mais satisfeito com a banda e começou a demonstrar total desinteresse, e então na noite de ano novo de 1981 para 1982 fez a última apresentação como baixista do D.O.A.
A vaga de Randy foi preenchida por Ken "Dimwit", que deixara o Subhumans e trocou a bateria pelo baixo. Com isso, os três irmão Montgomery estavam envolvidos com o D.O.A. Chuck na bateria, Ken no baixo e Bob como road. Porém isso não durou muito. Chuck saiu durante as gravações do terceiro LP depois de uma briga com Dimwit.
Dimwit então assumiu a bateria e então chamaram para o baixo Brian "Wimpy" Goble, até então vocalista do Subhumans e antigo amigo de Joey e Ken que também havia tocado com os mesmos no The Skulls.
A nova formação manteve a sequência interminável de shows e gravou War on 45, o terceiro LP, que saiu pela Alternative Tentacles e teve uma produção mais aprimorada e tem algumas experências com elementos do reggae.

## Álbuns de estúdio
- Something Better Change (1980)
- Hardcore '81 (1981)
- War on 45 (1982)
- Let's Wreck The Party (1985)
- True (North) Strong And Free (1987)
- Talk Minus Action Equals Zero (1989)
- Murder (1990)
- Last Scream of the Missing Neighbors (1990)
- 13 Flavours Of Doom (1992)
- Loggerheads (1993)
- The Black Spot (1995)
- Festival Of Atheists (1998)
- Beat Trash (2002) - Projeto solo de  Joey "Shithead" Keithley
- Win The Battle (2002)
- Live Free Or Die (2004)
- Northern Avenger (2008)

## Compilações
- Bloodied But Unbowed (1984)
- The Dawning Of A New Error (1985)
- Greatest Shits (1991)
- Moose Droppings (1993)
- The Lost Tapes (1998)
- War And Peace (2003)
- Greatest Shits (2005)
- Kings Of Punk, Hockey And Beer (2009)